# 陈云中
陈云中（1917年—1995年），男，江西永新人，中华人民共和国军事人物，中国人民解放军少将，曾任国防部第七研究院副院长。